# 2023-as Formula–1 amerikai nagydíj
Az amerikai nagydíj a 2023-as Formula–1 világbajnokság tizennyolcadik futama volt, amelyet 2023. október 20. és október 22. között rendeztek meg a Circuit of the Americas versenypályán, Austinban.

## Választható keverékek
| Abroncs              | Friss | Használt |
| -------------------- | ----- | -------- |
| Kemény keverék (C2)  |       |          |
| Közepes keverék (C3) |       |          |
| Lágy keverék (C4)    |       |          |
| Átmeneti esőgumi (I) |       |          |
| Teljes esőgumi (W)   |       |          |

## Szabadedzés
Az amerikai nagydíj szabadedzését október 20-án, pénteken délután tartották, magyar idő szerint 19:30-tól.
| helyezés | versenyző        | csapat/motor          | elért idő | különbség | futott kör |
| -------- | ---------------- | --------------------- | --------- | --------- | ---------- |
| 1        | Max Verstappen   | Red Bull-Honda RBPT   | 1:35,912  | −         | 23         |
| 2        | Charles Leclerc  | Ferrari               | 1:36,068  | +0,156    | 25         |
| 3        | Lewis Hamilton   | Mercedes              | 1:36,193  | +0,281    | 23         |
| 4        | Sergio Pérez     | Red Bull-Honda RBPT   | 1:36,212  | +0,300    | 23         |
| 5        | Kevin Magnussen  | Haas-Ferrari          | 1:36,472  | +0,560    | 21         |
| 6        | George Russell   | Mercedes              | 1:36,474  | +0,562    | 25         |
| 7        | Alexander Albon  | Williams-Mercedes     | 1:36,492  | +0,580    | 21         |
| 8        | Carlos Sainz Jr. | Ferrari               | 1:36,533  | +0,621    | 24         |
| 9        | Nico Hülkenberg  | Haas-Ferrari          | 1:36,702  | +0,790    | 21         |
| 10       | Pierre Gasly     | Alpine-Renault        | 1:36,705  | +0,793    | 22         |
| 11       | Logan Sargeant   | Williams-Mercedes     | 1:36,987  | +1,075    | 26         |
| 12       | Esteban Ocon     | Alpine-Renault        | 1:37,066  | +1,154    | 22         |
| 13       | Cunoda Júki      | AlphaTauri-Honda RBPT | 1:37,104  | +1,192    | 25         |
| 14       | Daniel Ricciardo | AlphaTauri-Honda RBPT | 1:37,152  | +1,240    | 24         |
| 15       | Lando Norris     | McLaren-Mercedes      | 1:37,256  | +1,344    | 21         |
| 16       | Csou Kuan-jü     | Alfa Romeo-Ferrari    | 1:37,418  | +1,506    | 25         |
| 17       | Valtteri Bottas  | Alfa Romeo-Ferrari    | 1:37,517  | +1,605    | 24         |
| 18       | Fernando Alonso  | Aston Martin-Mercedes | 1:37,840  | +1,928    | 19         |
| 19       | Oscar Piastri    | McLaren-Mercedes      | 1:38,420  | +2,508    | 22         |
| 20       | Lance Stroll     | Aston Martin-Mercedes | 1:39,940  | +4,028    | 5          |

## Időmérő edzés
Az amerikai nagydíj időmérő edzését október 20-án, pénteken délután tartották, magyar idő szerint 23:00-tól.
| helyezés              | rajtszám | versenyző        | csapat/motor          | 1. rész  | 2. rész  | 3. rész  | rajthely   | futott kör |
| --------------------- | -------- | ---------------- | --------------------- | -------- | -------- | -------- | ---------- | ---------- |
| 1                     | 16       | Charles Leclerc  | Ferrari               | 1:36,061 | 1:35,004 | 1:34,723 | 1          | 21         |
| 2                     | 4        | Lando Norris     | McLaren-Mercedes      | 1:35,110 | 1:35,441 | 1:34,853 | 2          | 20         |
| 3                     | 44       | Lewis Hamilton   | Mercedes              | 1:35,091 | 1:35,240 | 1:34,862 | 3          | 18         |
| 4                     | 55       | Carlos Sainz Jr. | Ferrari               | 1:35,824 | 1:35,302 | 1:34,945 | 4          | 18         |
| 5                     | 63       | George Russell   | Mercedes              | 1:36,165 | 1:35,606 | 1:35,079 | 5          | 18         |
| 6                     | 1        | Max Verstappen   | Red Bull-Honda RBPT   | 1:35,346 | 1:35,008 | 1:35,081 | 6          | 18         |
| 7                     | 10       | Pierre Gasly     | Alpine-Renault        | 1:36,158 | 1:35,496 | 1:35,089 | 7          | 19         |
| 8                     | 31       | Esteban Ocon     | Alpine-Renault        | 1:36,131 | 1:35,413 | 1:35,154 | 8          | 21         |
| 9                     | 11       | Sergio Pérez     | Red Bull-Honda RBPT   | 1:35,989 | 1:35,679 | 1:35,173 | 9          | 17         |
| 10                    | 81       | Oscar Piastri    | McLaren-Mercedes      | 1:36,064 | 1:35,576 | 1:35,467 | 10         | 20         |
| 11                    | 22       | Cunoda Júki      | AlphaTauri-Honda RBPT | 1:35,913 | 1:35,697 |          | 11         | 12         |
| 12                    | 24       | Csou Kuan-jü     | Alfa Romeo-Ferrari    | 1:36,052 | 1:35,698 |          | 12         | 15         |
| 13                    | 77       | Valtteri Bottas  | Alfa Romeo-Ferrari    | 1:36,082 | 1:35,858 |          | 13         | 15         |
| 14                    | 20       | Kevin Magnussen  | Haas-Ferrari          | 1:36,009 | 1:35,880 |          | boxutca[a] | 12         |
| 15                    | 3        | Daniel Ricciardo | AlphaTauri-Honda RBPT | 1:36,213 | 1:35,974 |          | 14         | 12         |
| 16                    | 27       | Nico Hülkenberg  | Haas-Ferrari          | 1:36,235 |          |          | boxutca[b] | 6          |
| 17                    | 14       | Fernando Alonso  | Aston Martin-Mercedes | 1:36,268 |          |          | boxutca[c] | 8          |
| 18                    | 23       | Alexander Albon  | Williams-Mercedes     | 1:36,315 |          |          | 15         | 6          |
| 19                    | 18       | Lance Stroll     | Aston Martin-Mercedes | 1:36,589 |          |          | boxutca[d] | 9          |
| 20                    | 2        | Logan Sargeant   | Williams-Mercedes     | 1:36,827 |          |          | 16         | 8          |
| 107%-os idő: 1:41,747 |          |                  |                       |          |          |          |            |            |

Megjegyzések:
- ↑ a:  — Kevin Magnussen eredetileg a 14. helyről kezdte volna a futamot, de a boxutcából rajtolt, mivel az eredetileg használtaktól eltérő specifikációjú alkatrészeket szereltek fel autójára, valamint megszegték a parc fermé-szabályt.[3]
- ↑ b:  — Nico Hülkenberg eredetileg a 16. helyről kezdte volna a futamot, de a boxutcából rajtolt, mivel az eredetileg használtaktól eltérő specifikációjú alkatrészeket szereltek fel autójára, valamint megszegték a parc fermé-szabályt.[3]
- ↑ c:  — Fernando Alonso eredetileg a 17. helyről kezdte volna a futamot, de mivel csapata az autó specifikációját megváltoztatta a parc fermé ideje alatt, ezért a boxutcából kellett rajtolnia.[4]
- ↑ d:  — Lance Stroll eredetileg a 19. helyről kezdte volna a futamot, de a boxutcából rajtolt, mivel az eredetileg használtaktól eltérő specifikációjú alkatrészeket szereltek fel autójára, valamint megszegték a parc fermé-szabályt.[4]

## Sprint időmérő
Az amerikai nagydíj sprint szétlövést, azaz a sprint verseny időmérő edzését október 21-én, szombaton délután tartották magyar idő szerint 19:30-tól.
| helyezés              | rajtszám | versenyző        | csapat/motor          | 1. rész     | 2. rész  | 3. rész  | rajthely | futott kör |
| --------------------- | -------- | ---------------- | --------------------- | ----------- | -------- | -------- | -------- | ---------- |
| 1                     | 1        | Max Verstappen   | Red Bull-Honda RBPT   | 1:35,997    | 1:35,181 | 1:34,538 | 1        | 11         |
| 2                     | 16       | Charles Leclerc  | Ferrari               | 1:35,999    | 1:35,386 | 1:34,593 | 2        | 14         |
| 3                     | 44       | Lewis Hamilton   | Mercedes              | 1:36,393    | 1:35,887 | 1:34,607 | 3        | 12         |
| 4                     | 4        | Lando Norris     | McLaren-Mercedes      | 1:36,499    | 1:35,594 | 1:34,639 | 4        | 15         |
| 5                     | 81       | Oscar Piastri    | McLaren-Mercedes      | 1:36,703    | 1:35,753 | 1:34,894 | 5        | 15         |
| 6                     | 55       | Carlos Sainz Jr. | Ferrari               | 1:36,268    | 1:35,542 | 1:34,939 | 6        | 14         |
| 7                     | 11       | Sergio Pérez     | Red Bull-Honda RBPT   | 1:36,347    | 1:35,718 | 1:35,041 | 7        | 14         |
| 8                     | 63       | George Russell   | Mercedes              | 1:36,281    | 1:35,847 | 1:35,199 | 11[a]    | 12         |
| 9                     | 23       | Alexander Albon  | Williams-Mercedes     | 1:36,230    | 1:35,947 | 1:35,366 | 8        | 12         |
| 10                    | 10       | Pierre Gasly     | Alpine-Renault        | 1:36,595    | 1:35,785 | 1:35,897 | 9        | 12         |
| 11                    | 3        | Daniel Ricciardo | AlphaTauri-Honda RBPT | 1:36,737    | 1:35,978 |          | 10       | 9          |
| 12                    | 14       | Fernando Alonso  | Aston Martin-Mercedes | 1:36,365    | 1:36,087 |          | 12       | 9          |
| 13                    | 31       | Esteban Ocon     | Alpine-Renault        | 1:36,372    | 1:36,137 |          | 13       | 9          |
| 14                    | 18       | Lance Stroll     | Aston Martin-Mercedes | 1:36,575    | 1:36,181 |          | 14       | 11         |
| 15                    | 24       | Csou Kuan-jü     | Alfa Romeo-Ferrari    | 1:36,554    | 1:36,182 |          | 15       | 11         |
| 16                    | 27       | Nico Hülkenberg  | Haas-Ferrari          | 1:36,749    |          |          | 16       | 6          |
| 17                    | 20       | Kevin Magnussen  | Haas-Ferrari          | 1:36,922[b] |          |          | 17       | 6          |
| 18                    | 77       | Valtteri Bottas  | Alfa Romeo-Ferrari    | 1:36,922[b] |          |          | 18       | 6          |
| 19                    | 22       | Cunoda Júki      | AlphaTauri-Honda RBPT | 1:36,945    |          |          | 19       | 5          |
| 20                    | 6        | Logan Sargeant   | Williams-Mercedes     | 1:37,186    |          |          | 20       | 6          |
| 107%-os idő: 1:42,716 |          |                  |                       |             |          |          |          |            |

Megjegyzések:
- ↑ a:  — George Russell három rajthelyes büntetést kapott, mivel feltartotta a Q1-ben a gyors körét teljesítő Charles Leclerct.[5]
- ↑ b:  — Kevin Magnussen és Valtteri Bottas azonos időt ért el a Q1-ban, de mivel Magnussen előbb érte el az idejét, így ő indult a 17. helyről.

## Sprintfutam
Az amerikai sprintfutamot október 22-én, vasárnap délelőtt tartották, magyar idő szerint 00:00-kor.
| helyezés | rajtszám | versenyző        | csapat/motor          | futott kör | idő/kiesés oka | rajthely | pont |
| -------- | -------- | ---------------- | --------------------- | ---------- | -------------- | -------- | ---- |
| 1        | 1        | Max Verstappen   | Red Bull-Honda RBPT   | 19         | 31:30,849      | 1        | 8    |
| 2        | 44       | Lewis Hamilton   | Mercedes              | 19         | +9,465         | 3        | 7    |
| 3        | 16       | Charles Leclerc  | Ferrari               | 19         | +17,987        | 2        | 6    |
| 4        | 4        | Lando Norris     | McLaren-Mercedes      | 19         | +18,863        | 4        | 5    |
| 5        | 11       | Sergio Pérez     | Red Bull-Honda RBPT   | 19         | +22,928        | 7        | 4    |
| 6        | 55       | Carlos Sainz Jr. | Ferrari               | 19         | +28,307        | 6        | 3    |
| 7        | 10       | Pierre Gasly     | Alpine-Renault        | 19         | +32,403        | 9        | 2    |
| 8        | 63       | George Russell   | Mercedes              | 19         | +34,250[a]     | 11       | 1    |
| 9        | 23       | Alexander Albon  | Williams-Mercedes     | 19         | +34,567        | 8        |      |
| 10       | 81       | Oscar Piastri    | McLaren-Mercedes      | 19         | +42,403        | 5        |      |
| 11       | 31       | Esteban Ocon     | Alpine-Renault        | 19         | +44,986        | 13       |      |
| 12       | 3        | Daniel Ricciardo | AlphaTauri-Honda RBPT | 19         | +45,509        | 10       |      |
| 13       | 14       | Fernando Alonso  | Aston Martin-Mercedes | 19         | +49,086        | 12       |      |
| 14       | 22       | Cunoda Júki      | AlphaTauri-Honda RBPT | 19         | +49,733        | 19       |      |
| 15       | 27       | Nico Hülkenberg  | Haas-Ferrari          | 19         | +56,650        | 16       |      |
| 16       | 77       | Valtteri Bottas  | Alfa Romeo-Ferrari    | 19         | +1:04,401      | 18       |      |
| 17       | 24       | Csou Kuan-jü     | Alfa Romeo-Ferrari    | 19         | +1:07,972[b]   | 15       |      |
| 18       | 20       | Kevin Magnussen  | Haas-Ferrari          | 19         | +1:11,122      | 17       |      |
| 19       | 2        | Logan Sargeant   | Williams-Mercedes     | 19         | +1:11,449      | 20       |      |
| Ki       | 18       | Lance Stroll     | Aston Martin-Mercedes | 16         | fék            | 14       |      |

Megjegyzések:
- ↑ a:  — George Russell a 7. helyen végzett, de 5 másodperces időbüntetést kapott, mivel  előzés közben elhagyta a pályát és nem adta vissza a pozíciót.[6]
- ↑ b:  — Csou Kuan-jü a 16. helyen végzett, de 5 másodperces időbüntetést kapott többszörös pályaelhagyás miatt.[6]

## Futam
Az amerikai nagydíj futamát október 22-én, vasárnap délután tartották, magyar idő szerint 21:00-kor.
| helyezés | rajtszám | versenyző        | csapat/motor          | futott kör | idő/kiesés oka   | rajthely | pont |
| -------- | -------- | ---------------- | --------------------- | ---------- | ---------------- | -------- | ---- |
| 1        | 1        | Max Verstappen   | Red Bull-Honda RBPT   | 56         | 1:35:21,362      | 6        | 25   |
| 2        | 4        | Lando Norris     | McLaren-Mercedes      | 56         | +10,730          | 2        | 18   |
| 3        | 55       | Carlos Sainz Jr. | Ferrari               | 56         | +15,134          | 4        | 15   |
| 4        | 11       | Sergio Pérez     | Red Bull-Honda RBPT   | 56         | +18,460          | 9        | 12   |
| 5        | 63       | George Russell   | Mercedes              | 56         | +24,999          | 5        | 10   |
| 6        | 10       | Pierre Gasly     | Alpine-Renault        | 56         | +47,996          | 7        | 8    |
| 7        | 18       | Lance Stroll     | Aston Martin-Mercedes | 56         | +48,696          | boxutca  | 6    |
| 8        | 22       | Cunoda Júki      | AlphaTauri-Honda RBPT | 56         | +1:14,385        | 11       | 5[a] |
| 9        | 23       | Alexander Albon  | Williams-Mercedes     | 56         | +1:26,714[b]     | 15       | 2    |
| 10       | 2        | Logan Sargeant   | Williams-Mercedes     | 56         | +1:27,998        | 16       | 1    |
| 11       | 27       | Nico Hülkenberg  | Haas-Ferrari          | 56         | +1:29,904        | boxutca  |      |
| 12       | 77       | Valtteri Bottas  | Alfa Romeo-Ferrari    | 56         | +1:38,601        | 13       |      |
| 13       | 24       | Csou Kuan-jü     | Alfa Romeo-Ferrari    | 56         | +1 kör           | 13       |      |
| 14       | 20       | Kevin Magnussen  | Haas-Ferrari          | 55         | +1 kör           | boxutca  |      |
| 15       | 3        | Daniel Ricciardo | AlphaTauri-Honda RBPT | 55         | +1 kör           | 14       |      |
| Ki       | 14       | Fernando Alonso  | Aston Martin-Mercedes | 49         | felfüggesztés    | boxutca  |      |
| Ki       | 81       | Oscar Piastri    | McLaren-Mercedes      | 10         | baleseti sérülés | 10       |      |
| Ki       | 31       | Esteban Ocon     | Alpine-Renault        | 6          | baleseti sérülés | 8        |      |
| Kiz[c]   | 44       | Lewis Hamilton   | Mercedes              | 56         | kopólemez        | 3        |      |
| Kiz[c]   | 16       | Charles Leclerc  | Ferrari               | 56         | kopólemez        | 1        |      |

Megjegyzések:
- ↑ a:  — Cunoda Júki a helyezéséért járó pontok mellett a versenyben futott leggyorsabb körért további 1 pontot szerzett.
- ↑ b:  — Alexander Albon öt másodperces időbüntetést kapott pályaelhagyások miatt, de a büntetés nem befolyásolta a helyezését.
- ↑ c:  — Lewis Hamilton és Charles Leclerc a 2., illetve a 6. helyen fejezték be a futamot, de utólag kizárták őket, mivel a padlólemezük kopólemeze az előírt minimumértéknél vékonyabbak voltak.[7][8]

## A világbajnokság állása a verseny után
| H   | Versenyzők       | Pont | H   | Konstruktőrök         | Pont |
| --- | ---------------- | ---- | --- | --------------------- | ---- |
| 1.  | Max Verstappen   | 466  | 1.  | Red Bull-Honda RBPT   | 706  |
| 2.  | Sergio Pérez     | 240  | 2.  | Mercedes              | 344  |
| 3.  | Lewis Hamilton   | 201  | 3.  | Ferrari               | 322  |
| 4.  | Fernando Alonso  | 183  | 4.  | McLaren-Mercedes      | 242  |
| 5.  | Carlos Sainz Jr. | 171  | 5.  | Aston Martin-Mercedes | 236  |
| 6.  | Lando Norris     | 159  | 6.  | Alpine-Renault        | 100  |
| 7.  | Charles Leclerc  | 151  | 7.  | Williams-Mercedes     | 26   |
| 8.  | George Russell   | 143  | 8.  | Alfa Romeo-Ferrari    | 16   |
| 9.  | Oscar Piastri    | 83   | 9.  | Haas-Ferrari          | 12   |
| 10. | Pierre Gasly     | 56   | 10. | AlphaTauri-Honda RBPT | 10   |

(A teljes táblázat)

## Statisztikák
- Vezető helyen:
  - Lando Norris: 21 kör (1–17 és 24–27)
  - Lewis Hamilton: 6 kör (18–20 és 36–38)
  - Charles Leclerc: 3 kör (21–23)
  - Max Verstappen: 26 kör (28–35 és 39–56)
- Charles Leclerc 21. pole-pozíciója.
- Max Verstappen 50. futamgyőzelme.
- Cunoda Júki 1. versenyben futott leggyorsabb köre.
- A Red Bull Racing 109. futamgyőzelme.
- Max Verstappen 94., Lando Norris 12., Carlos Sainz Jr. 18. dobogós helyezése.
- George Russell és Lando Norris 100. versenyén állt rajthoz.[9]
- Logan Sargeant első pontját szerezte meg a Formula–1-ben.[8]